# Лота, Владимир Иванович
Владимир Иванович Лота (настоящее имя — Владимир Иванович Бойко; псевдоним — Лота; 26 января 1941, Ростов-на-Дону — 24 апреля 2017, Москва) — учёный, историк разведки, основной историограф Главного разведывательного управления (ГРУ) Генерального штаба Вооруженных Сил Российской Федерации, российский писатель, доктор исторических наук, профессор. Полковник ГРУ в отставке, лауреат Государственной премии имени Маршала Советского Союза Г. К. Жукова в области литературы. Автор ряда статей, научно-популярных книг и монографий, учебно-методических работ и документальных фильмов о выдающихся соотечественниках, внёсших неоценимый вклад в дело защиты суверенитета России, о советских разведчиках и их добровольных помощниках, которые действовали не только в предвоенные годы, но и в годы Великой Отечественной войны за пределами Советского Союза с опорой на документально подтвержденные факты.
Под руководством и при участии Владимира Лота был создан 6-й том «Тайная война. Разведка и контрразведка в годы Великой Отечественной войны» многотомного издания «Великая Отечественная война. 1941—1945 гг.».

## Молодые годы
Владимир Бойко родился в Ростове-на-Дону 26 января. После окончания средней школы Владимир в 1958 году поступил в Ростовский техникум железнодорожного транспорта, обучался на факультете «Энергоснабжение железных дорог», работал в монтажном поезде, который электрифицировал Ростовский железнодорожный узел.

## Армия и учеба
В ноябре 1961 года призван на службу в Советскую Армию направлен в учебную дивизию в город Грозный. Начал сотрудничать с дивизионной газетой «Гвардеец», затем с газетой Северокавказского военного округа «Красное Знамя». Направлен для прохождения службы в город Фролово Волгоградской области, где был назначен на должность командира отделения, затем стал заместителем командира взвода. Как лучшему военкору газеты «Красное знамя» старшему сержанту Бойко предложили поступить во Львовское высшее военно-политическое училище на факультет журналистики.
В 1961 Владимир окончил курсы офицеров запаса. Вступительные экзамены в ЛВВПУ сдал успешно. Однако на приемной комиссии ему было объявлено, что принять его в училище не могут. Причина — состоялся приказ Министра обороны СССР, в соответствии с которым Бойко В. И. было присвоено воинское звание «младший лейтенант». Офицер слушателем училища быть не мог. Выход из положения нашёл сам абитуриент: он написал рапорт на имя министра обороны с просьбой лишить его первичного офицерского звания. Просьба была удовлетворена. Разжалованный офицер стал курсантом высшего военного учебного заведения.
В училище учился на «отлично», одновременно накапливал журналистский опыт и во внеучебное время совершенствовал свои профессиональные навыки. Инициировал выпуск во «Львовской правде» ежемесячной страницы «Звезда солдатская». Затем Бойко был избран старостой литературного объединения студентов львовских институтов и военного училища, познакомился с советскими поэтами, которые приезжали во Львов. Среди них были Андрей Вознесенский, Евгений Евтушенко, Станислав Куняев, Лауреат Государственной премии Егор Исаев. Обучаясь в училище, брал интервью у генерала армии Павла Ивановича Батова и композитора Арама Хачатуряна.
После окончания Львовского высшего военно-политического училища продолжил работать корреспондентом военных газет Северокавказского военного округа и Среднеазиатского военного округа («Красное знамя» и «Боевое знамя») в городе Алма-Ата.
В 1963 году В. И. Бойко был принят в члены Союза журналистов СССР (Львовской городской организацией) и стал первым курсантом — членом Союза журналистов.

## Работа в разведке
В 1972 году Бойко В.И был отобран для обучения в Военно-дипломатической академии Советской армии. После ее успешного окончания, работал в системе Главного управления Генерального штаба Вооружённых Сил, в разных странах.

## Научно-педагогическая и общественная работа
После увольнения в запас Владимир Иванович перешёл на преподавательскую работу. В 1996 году по поручению начальника военной разведки генерал-полковника Ф. И. Ладыгина В. И. Бойко занялся научно-исследовательской работой. Направление исследований — история военной разведки. В 1998 году Владимир Иванович опубликовал первую статью о военной разведке, которая была подписана псевдонимом Владимир Лота. Статья была посвящена разведчику «Ахиллу». С началом службы в военной разведке в 1972 году и по 1998 год литературный псевдоним «Лота». Этот псевдоним Владимир Иванович выбрал в еще 1963 году, когда был принят в члены Союза журналистов. Впервые он подписал им материал в газете «Красное знамя», где были такие слова: «Можно обойти лужу, болото, но нельзя — море. Его надо переплыть. И мало еще уметь плавать. Надо заставить себя вступить в борьбу со стихией и выйти победителем».
В 2000 году начал работу над диссертацией о вкладе военной разведки в добывание атомных секретов иностранных государств. На соискание ученой степени «кандидат исторических наук». Диссертация была успешно защищена в апреле 2002 года. Затем уже Владимир Лота по указанию генерал-полковника В. М. Измайлова написал статью «Маршал военной разведки», посвященную 100-летию со дня рождения Героя Советского Союза генерала армии Петра Ивановича Ивашутина.
В 2004 году была опубликована книга Владимира Лоты «Альта» против «Барбароссы». Совместно с кинокомпанией «Родина» создан документальный фильм «Альта против рейха». После этого писатель инициировал ходатайство о присвоении звания Герой России военным разведчикам Яну Черняку, Артуру Адамсу и Жоржу Ковалю. На Новодевичьем кладбище на месте захоронения праха Артура Адамса была открыта новая мемориальная доска, изготовленная по эскизу, разработанному В. И. Лотой. На церемонии открытия доски присутствовали: начальник Генерального штаба Квашнин и начальник ГРУ В. В. Корабельников.
Во время написания книги «Без права на ошибку» выяснилось, что военные разведчики Курт и Маргарита Велкиш, репрессированные в 1946 году, и в 2005 году все еще числились «врагами народа». Совместно с директором Белорусского национального архива Лота инициировал просьбу о снятии обвинений с этих разведчиков. В 2005 году дело было закрыто.
В 2008 году Владимир Лота написал статью «Майор Вихрь: реальные имена и фамилии». Статья была посвящена деятельности в годы войны в Кракове разведывательной группы, которой руководил Евгений Степанович Березняк. Очерк вошел в книгу «Информаторы Сталина». Евгений Березняк был награжден орденом «За заслуги перед отечеством 4 степени». Орден Березняку вручил посол РФ на Украине Виктор Черномырдин. Владимиру Ивановичу довелось побывать в Киеве и встретиться с Евгением Степановичем Березняком и познакомиться с его семьей.
В. И. Бойко принимал активное участие в разработке концепций и создании музеев в Военной академии Министерства обороны Российской федерации и Главного управления Генерального штаба, неоднократно проводил встречи в Музее ГРУ с выдающимися политическими деятелями и военачальниками. В 2013 году защитил докторскую диссертацию, стал главным специалистом ГРУ по истории военной разведки.
На протяжении восьми лет Владимир Лота руководил творческой группой ученых Военной академии, которые по распоряжению Президента РФ занимались созданием многотомного труда «Великая Отечественная война. 1941—1945 гг.». Владимир Лота с учеными академии создавал шестой том, который называется «Тайная Война. Разведка и контрразведка в годы войны». В работе над этим томом кроме военных ученых трудились специалисты из ФСБ, СВР и МВД России.
В 2015 году многотомный труд «Великая Отечественная война» признан Оргкомитетом 28 Московской Международной книжной выставки-ярмарки и итогам национального конкурса 2015 года «Книгой года». В. И. Лота принимал активное участие в формировании военно-исторического сайта МО РФ, который в 2015 году который стал победителем в конкурсе «Слава России — истоки и традиции». Руководство официального сайта МО РФ выразило благодарность всем ученым, помогавшим создавать основу раздела сайта «Энциклопедия», в том числе и Владимиру Лота, доктору исторических наук и лауреату Государственной премии Российской Федерации имени Маршала Советского Союза Г. И. Жукова.
В. И. Бойко с 2014 года — эксперт специального совета Министерства образования и науки Российской Федерации.
В 2014 году писатель Владимир Лота создал книгу «Алиме. Крымская легенда». Автор книги совершил восемь командировок в Крым. Работа в Крыму завершилась присвоением звания Героя России военной разведчице Алиме Абденановой. С кинокомпанией Родина был создан документальный фильм «Крымская легенда», в котором принял участие Герой России, генерал армии Валентин Владимирович Корабельников.
В 2015—2016 годах Владимир Лота приступил к работе над документальным фильмом и книгой «Резидент особого калибра. Елена Феррари — разведчица, террорист или поэтесса». Книга стала одной из последних работ писателя Владимира Лоты. Она, как и все произведения автора, основана на архивных документах ГРУ, которые были рассекречены руководством ведомства по просьбе писателя.

## Семья
Дед по линии отца — кузнец, матрос броненосца «Потемкин», участник восстания матросов на этом крейсере в 1905 году, участник Гражданской войны, заместитель комдива Стальной казачьей дивизии, которой командовал Дмитрий Павлович Жлоба. Большевик, активный участник становления Советской власти на Дону. В предвоенные годы был на партийной работе во Владивостоке.
Дед по материнской линии — атаман станицы Каменный Брод, расположенной около Новочеркасска. Поддерживал белое движение.
Отец будущего писателя Владимира Ивановича — Иван Степанович Бойко — окончил Ленинградский технологический техникум. В предвоенные годы работал мастером, затем начальником цеха на военном заводе, который имел название «Почтовый ящик № 135».
Мать — Бойко Мария Семеновна в предвоенные годы работала лаборанткой на том же заводе.
Супруга — Бойко Людмила Сергеевна скончалась в Москве в 1986 г. Сын — Александр служил в Московском военном округе, принимал участие в боевых действиях в Чеченской республике. Капитан запаса, специальный корреспондент отдела политики и международной жизни Издательского дома «Комсомольская правда».

## Награды
В 2013 году президент Владимир Путин подписал указ о присуждении Владимиру Бойко государственной премии в области литературы и искусства имени Маршала Советского Союза Георгия Жукова «за серию книг, раскрывающих величие народного подвига в Великой Отечественной войне 1941—1945 годов, героизм и мужество защитников Отечества».
Награжден советскими, российскими и иностранными наградами.